# Hřib měďový
Hřib měďový neboli žlutoměďový (Imperator luteocupreus (Bertéa et Estadès) Assyov, G. Koller et al. 2015) je vzácná teplomilná hřibovitá houba. Vyskytuje se v listnatých porostech jižní Evropy a vzácně i na teplých středoevropských lokalitách. V České republice byl nedávno nalezen poprvé. (12. července  2017 Jan Borovička v rozhovoru pro Český rozhlas.)

## Synonyma
- Boletus luteocupreus Bertéa et Estadès 1990[1]
- Imperator luteocupreus (Bertéa et Estadès) Assyov, G. Koller et al. 2015[1]

české názvy
- hřib měďový[2]
- hřib žlutoměďový[3]

## Vzhled
Klobouk dosahuje 60–150 milimetrů, jemně plstnatý povrch stářím olysává. V mládí je zbarven šafránově žlutě, později měďově žlutě, ve stáří oranžovookrově. Na otlacích nejprve zelená, později dostává kaštanově červenou až purpurovou barvu.
Rourky jsou zlatooranžové, na řezu modrají. Póry mají měďově až krvavě červené zbarvení, u krajů klobouku jsou spíše oranžové. Poškozením modrají.
Třeň dosahuje 60–130 × 30–60 milimetrů, v mládí je vejčitý, později kyjovitý až válcovitý, barvy sytě nebo sírově žluté, ve stáří žlutooranžový až červenooranžový. Nad bází jej kryje hustá síťka, která je zbarvená krvavě červeně.
Dužnina má pevnou konzistenci, živě žluté zbarvení v bázi s vínově červenou zónou. Dužnina v klobouku se na řezu barví tmavomodře, ve třeni zelenomodře. Chuť je proměnlivá, nakyslá, hořká až ostrá. Vůně hřibovitá až pestřecová.

## Výskyt
Hřib měďový je teplomilný druh rostoucí pod duby a buky spíše na kyselých půdách. Jsou známé i výskyty na vápencovém podloží, pokud je pokryté vrstvou surového humusu s pH pod 6,5. Fruktifikuje od července do září.

## Záměna
- Hřib žlutonachový (Imperator rhodopurpureus f. xanthopurpureus)
- Hřib rudonachový (Imperator rhodopurpureus)
- Hřib zavalitý (Imperator torosus) – převažuje žlutavé zbarvení
- Hřib Le Galové (Rubroboletus legaliae) – výrazněji zastoupeny růžové tóny

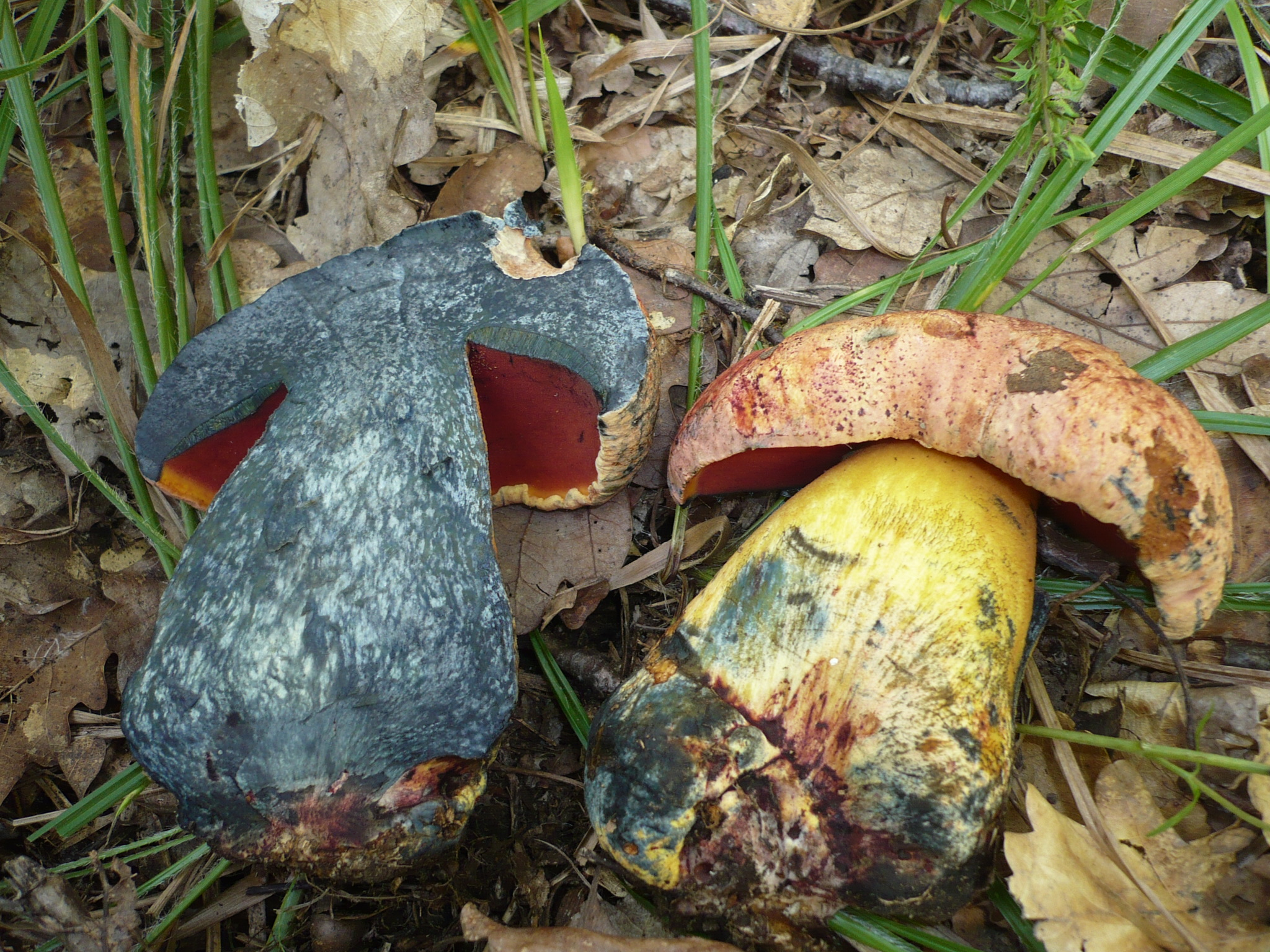
hřib rudonachový
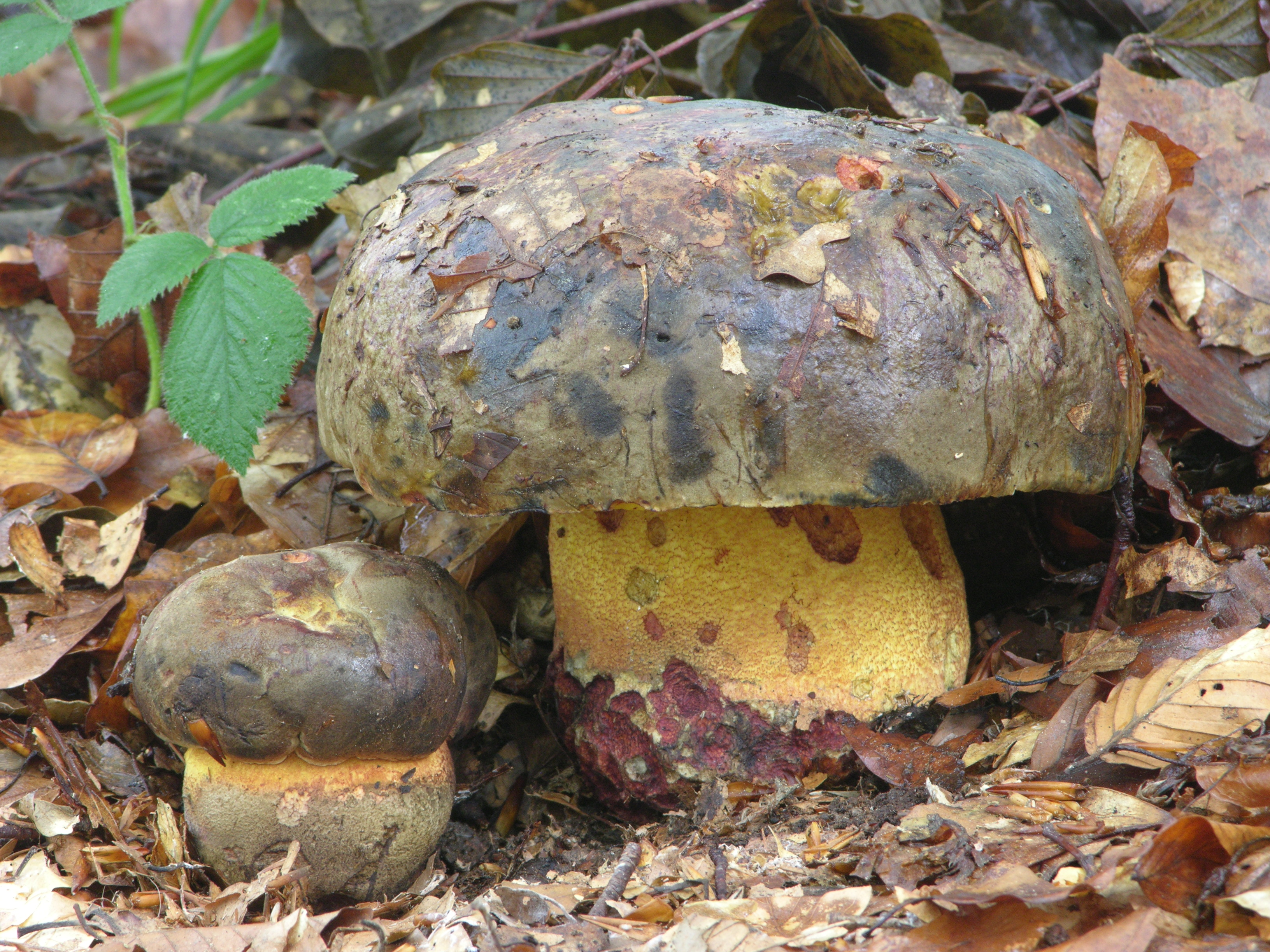
hřib zavalitý
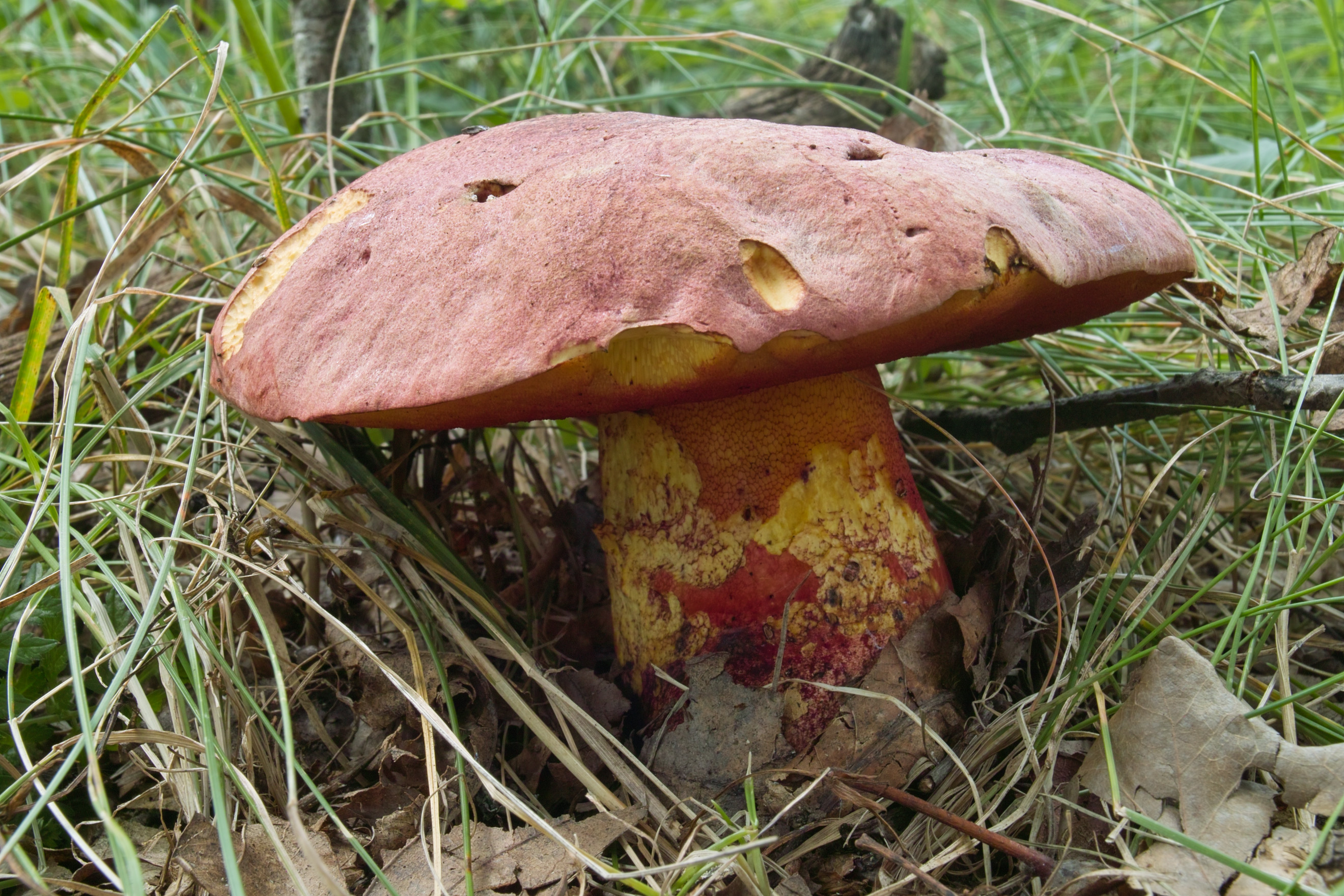
hřib Le Galové

## Ochrana
Hřib měďový je vzácný druh, jehož lokality zasluhují nejvyšší možnou ochranu.